# Pippo marinaio
Pippo marinaio (How to Be a Sailor) è un film del 1944 diretto da Jack Kinney. È un cortometraggio animato della serie Goofy, l'unico a cui Carl Barks contribuì, prodotto dalla Walt Disney Productions, uscito negli Stati Uniti il 28 gennaio 1944 e distribuito dalla RKO Radio Pictures.

## Trama
Dopo una spiegazione sulla storia della navigazione, Pippo nei panni di un marinaio, seguendo quello che dice il narratore, dà una dimostrazione dell'alfabeto semaforico, delle danze marinaresche, della pratica sviluppata per camminare sulle navi e dei nodi. Più tardi, mentre Pippo sta dormendo, arriva l'ordine di prepararsi all'attacco: Pippo prende un siluro, ma a causa della sua goffaggine è Pippo a finire nel tubo di lancio: il cane antropomorfo si ritrova quindi a venire sparato contro le navi dei giapponesi (nemici degli Stati Uniti durante la seconda guerra mondiale), facendole affondare tutte.

## Distribuzione

### Edizione italiana
Il cortometraggio arrivò in Italia nel 1973 all'interno del film di montaggio Pippo, Pluto, Paperino Supershow. Il doppiaggio venne eseguito dalla C.V.D. su dialoghi di Roberto De Leonardis. Tale doppiaggio venne usato per l'inclusione nella VHS Pippo, Pluto, Paperino Supershow. Il corto fu poi incluso nelle VHS Paperino marmittone del 1986 e Pippo, Pluto, Paperino Supershow del 1990.

### Cinema
- Pippo, Pluto, Paperino Supershow (1973)[4][1]

### Edizioni home video

#### VHS
- Pippo, Pluto, Paperino Supershow (gennaio 1984)[1][5]
- Paperino marmittone (aprile 1986)[2]
- Pippo, Pluto, Paperino Supershow (aprile 1990)[3]

#### DVD
Il cortometraggio è incluso nel DVD Walt Disney Treasures: Pippo, la collezione completa.